# Lozuvatka, Prîmorsk
Lozuvatka (în ucraineană Лозуватка) este un sat în comuna Novooleksiivka din raionul Prîmorsk, regiunea Zaporijjea, Ucraina.

## Demografie
Componența lingvistică a localității Lozuvatka
     Rusă (47,05%)
     Bulgară (44,17%)
     Ucraineană (8,78%)
Conform recensământului din 2001, nu exista o limbă vorbită de majoritatea populației, aceasta fiind compusă din vorbitori de rusă (47,05%), bulgară (44,17%) și ucraineană (8,78%).